# Гоголева, Татьяна Степановна
Татьяна Степановна Гоголева (род. 26 ноября 1961 года, деревня Ломбовож, Березовского района, Тюменской области) — российский политик, депутат Государственной Думы VII созыва.Член Комитета ГД по региональной политике и проблемам Севера и Дальнего Востока. Член фракции «Единая Россия».

## Биография
Родилась 26 ноября 1961 года в деревне Ломбовож, Березовского района, Тюменской области) в мансийской многодетной семье. В 1983 году окончила Ленинградский государственный педагогический институт им. А. И. Герцена по специальности «Педагогика и методика начального обучения».
С 1983 года по 1987 год работала учителем начальных классов в Саранпаульской средней общеобразовательной школе. Затем поступила на комсомольскую работу. В 1987—1989 годах была секретарем Березовского райкома ВЛКСМ, заведующей отделом учащейся молодежи. В 1989 году — секретарь Ханты-Мансийского окружного комитета ВЛКСМ. После была избрана президентом ассоциации «Спасение Югры», одной из первых общественных организаций коренных малочисленных народов Севера в РФ. Возглавляла организацию с момента создания до 1997 года.
В 1990—1993 годах избиралась депутатом Совета народных депутатов Ханты-Мансийского автономного округа. С 1996 года по 2016 год — депутат Думы Ханты-Мансийского автономного округа — Югры второго, третьего, четвёртого и пятого созывов. С 1996 года по 2011 год входила в состав Ассамблеи представителей коренных малочисленных народов Севера как представитель Думы ХМАО. С 2002 года по 2011 год была заместителем председателя Ассамблеи. С декабря 2002 года член Всероссийской политической партии «Единая Россия».
18 сентября 2016 г. избрана депутатом Государственной Думы Федерального Собрания Российской Федерации седьмого созыва в составе федерального списка кандидатов, выдвинутого Всероссийской политической партией «Единая Россия». Региональная группа № 8 — Тюменская область, Ханты-Мансийский автономный округ - Югра, Ямало-Ненецкий автономный округ.

## Законотворческая деятельность
С 2016 по 2019 год, в течение исполнения полномочий депутата Государственной Думы VII созыва, выступила соавтором 6 законодательных инициатив и поправок к проектам федеральных законов.

## Депутат Думы Ханты-Мансийского автономного округа — Югры
Татьяна Гоголева посвятила себя сохранению традиций и культуры своего народа. По её инициативе в Югре стали отмечать Международный день родного языка — 21 февраля, Международный день коренных народов мира — 9 августа, День родственных финно-угорских народов — третья декада октября. Она выступила организатором детского этнического стойбища «Мань Ускве» в 1994 году на территории поселения Саранпауль Березовского района, единственного в мире места компактного проживания северных манси.
Как депутат Думы ХМАО, Гоголева Татьяна Степановна, принимала непосредственное участие в разработке Концепции устойчивого развития коренных малочисленных народов Севера Ханты-Мансийского автономного округа — Югры, а также законов региона «Об общинах коренных малочисленных народов в Ханты-Мансийском автономном округе», «О традиционных видах деятельности коренных малочисленных народов Севера в Ханты-Мансийском автономном округе», «О языках коренных малочисленных народов Севера, проживающих на территории Ханты-Мансийского автономного округа», «О фольклоре коренных малочисленных народов Севера, проживающих на территории Ханты-Мансийского автономного округа» и др.

## Награды
Награждена медалью ордена «За заслуги перед Отечеством» II степени (2008).
Отмечена наградами Ханты-Мансийского автономного округа: почетным нагрудным знаком «За вклад в развитие законодательства» (2005), знаком «За заслуги перед округом» (2010).
Благодарность Правительства Российской Федерации (16 декабря 2019 года) — за большой вклад в развитие российского парламентаризма и активную законотворческую деятельность
Почетный гражданин Березовского района ХМАО (2012).

## Семья
Имеет дочь.